# ليز مكومب
ليز مكومب (بالإنجليزية: Liz McComb)‏ هي مغنية أمريكية، ولدت في 1 ديسمبر 1952.

## وصلات خارجية
- الموقع الرسمي
- ليز مكومب على موقع ميوزك برينز (الإنجليزية)
- ليز مكومب على موقع ديسكوغز (الإنجليزية)